# Cerro Jocutla
Cerro Jocutla är en ort i Mexiko.   Den ligger i kommunen Tantoyuca och delstaten Veracruz, i den sydöstra delen av landet, 220 km norr om huvudstaden Mexico City. Cerro Jocutla ligger 131 meter över havet och antalet invånare är 107.
Terrängen runt Cerro Jocutla är huvudsakligen platt, men den allra närmaste omgivningen är kuperad. Runt Cerro Jocutla är det ganska tätbefolkat, med 83 invånare per kvadratkilometer. Närmaste större samhälle är Tantoyuca, 12,6 km norr om Cerro Jocutla. Trakten runt Cerro Jocutla består till största delen av jordbruksmark.